# Red Wing (actrice)
Pour les articles homonymes, voir Red Wing.
Red Wing (de son vrai nom Lillian St. Cyr) est une actrice américaine, née le 13 février 1873 dans une réserve Winnebago du Nebraska, et morte le 13 mars 1974 à New York, à l'âge de 101 ans.

## Biographie
Originaire de la tribu Winnebago, Red Wing a joué dans de nombreux westerns du temps du cinéma muet, principalement des rôles d'Amérindienne. Son pseudonyme marque cet attachement à ce type de rôle et à ses propres origines. Parfois orthographié « Redwing », il est également complété, pour certains films, par le terme de Miss ou de Princess.
Elle a été mariée à l'acteur et réalisateur James Young Deer.

## Filmographie
- 1909 : The Falling Arrow de James Young Deer
- 1909 : A Cowboy's Narrow Escape
- 1909 : The True Heart of an Indian
- 1909 : The Mended Lute : indienne
- 1909 : A Squaw's Sacrifice
- 1909 : Dove Eye's Gratitude : Dove Eye
- 1909 : For Her Sale; or, Two Sailors and a Girl
- 1909 : Red Wing's Gratitude : Red Wing
- 1909 : An Indian's Bride
- 1910 : Red Girl's Romance
- 1910 : The Cowboy and the Schoolmarm
- 1910 : The Indian and the Cowgirl : La Cowgirl
- 1910 : Red Wing's Loyalty : Red Wing
- 1910 : Red Wing's Constancy : Red Wing
- 1910 : The Adventures of a Cowpuncher
- 1910 : Love and Money
- 1910 : La Fille d'Arizona (The Girl from Arizona) de Joseph A. Golden et Theodore Wharton
- 1910 : The Mexican's Jealousy
- 1910 : Le Dévouement de l'Indienne (White Fawn's Devotion: A Play Acted by a Tribe of Red Indians in America) de James Young Deer : White Fawn
- 1910 : Red Fern and the Kid : Red Fern
- 1910 : The Red Girl and the Child
- 1910 : For the Love of Red Wing : Red Wing
- 1910 : A Red Girl's Friendship
- 1910 : Red Wing and the White Girl : Red Wing
- 1910 : The Flight of Red Wing : Red Wing
- 1910 : An Indian Maiden's Choice : Fawn
- 1910 : A Cheyenne's Love for a Sioux : Owatah - une Sioux
- 1910 : A Sioux's Reward : Minnahaha
- 1910 : An Indian's Elopement : Blue Feather
- 1911 : The Savage Girl's Devotion
- 1911 : Red Deer's Devotion : Red Deer
- 1911 : Little Dove's Romance
- 1911 : Western Postmistress : La messagère indienne
- 1912 : As Told by Princess Bess, de Frank Montgomery
- 1912 : A Redskin's Appeal
- 1912 : The Squaw Man's Sweetheart
- 1912 : The Unwilling Bride
- 1912 : The Penalty Paid
- 1913 : The Frame-Up
- 1913 : The Pioneer's Recompense
- 1913 : The Struggle
- 1913 : An Indian's Honor de Jack Conway et Frank Montgomery
- 1914 : Le Mari de l'Indienne (The Squaw Man) de Cecil B. DeMille et Oscar Apfel : Nat-U-Ritch
- 1914 : In the Days of the Thundering Herd de Colin Campbell : Starlight
- 1915 : Fighting Bob de John W. Noble : Carmen
- 1916 : Ramona de Donald Crisp
- 1921 : White Oak (film) (en) de Lambert Hillyer